# Guillem II de Nevers
Guillem II de Nevers, nascut el 1083, mort el 20 d'agost 1148, comte de Nevers (1089-1148), d'Auxerre (1097/1100-1148) i de Tonnerre (després de 1099-1148), fill de Renald II de Nevers, comte de Nevers, i d'Agnès de Beaugency.
A la mort del seu pare el 1089 va heretar el comtat de Nevers. Era menor d'edat i va quedar sota tutela del seu avi Guillem I, que conservava Auxerre i Tonnerre però que va cedir el Tonnerre al seu propi fill també anomenat Guillem II (però en aquest cas Guillem II de Tonnerre). Mort l'avi en una data entre 1097 i 1100 va heretar l'Auxerre; després va morir Guillem II de Tonnerre sense fills (vivia el 1099, hauria mort vers 1100 o poc després) i va heretar el comtat reunint altre cop els tres comtats que havia governat Guillem I.
Després de la conquesta de Jerusalem, va decidir anar a Terra Santa com a croat. Va arribar a Constantinoble el 1101 amb 15.000 homes. Va intentar travessar Anatòlia, però el seu exèrcit va ser aixafat pels turcs, i va ser un dels rars supervivents a aconseguir arribar a Antioquia.
Es va casar amb Adelaida, amb la qual va tenir:
- Guillem III (1110 † 1161)
- Renald, comte de Tonnerre († Laodicea, vers 1148)
- Anna, casada amb Guillem VII d'Alvèrnia